# Asesinato de Dolores Della Penna
Dolores Della Penna (Filadelfia, Pensilvania; 13 de diciembre de 1954 - Filadelfia, Pensilvania; 12 de julio de 1972) fue una joven estadounidense que fue asesinada a los 17 años en julio de 1972. Su muerte sigue siendo un caso sin resolver para las autoridades norteamericanas. Recién graduada de la escuela secundaria, fue secuestrada, torturada, asesinada y descuartizada por un número desconocido de individuos en Kensington, barrio de Filadelfia (Pensilvania). Su torso, brazos y piernas descuartizados fueron descubiertos más tarde en el estado de Nueva Jersey, primero en Toms River (22 de julio de 1972) y más adelante en Cedar Glen West (29 de julio de 1972), aunque su cabeza nunca ha sido encontrada.
Aunque el motivo del secuestro y asesinato de Della Penna sigue sin estar claro, los investigadores creen que pudo haber sido blanco de traficantes de drogas, ya sea porque sus antiguos compañeros de piso la acusaron falsamente del robo de drogas o como venganza contra su novio por una deuda de drogas pendiente. El caso en sí ha sido descrito como uno de los asesinatos sin resolver más espantosos y duraderos de Filadelfia.

## Primeros años
Dolores Marie Della Penna nació en Tacony, un barrio al norte de Filadelfia, el 13 de diciembre de 1954, siendo la menor de los dos hijos de Ralph y Helen (de soltera DiMichele) Della Penna. Su padre era químico y su madre ama de casa. La familia residía en una casa adosada en una zona obrera de Tacony, compuesta principalmente por familias de ascendencia polaca o italiana. En 1971, el hermano mayor de Della Penna, Ralph Jr., se casó y se mudó a su propia casa.
Graduada con honores de la escuela secundaria católica para niñas St. Hubert, la joven era descrita por sus padres como una chica «amable, obediente y orientada a la familia», muy estudiosa y que evitaba los conflictos. Tenía la intención de ir a la universidad en septiembre de 1972, con la aspiración de convertirse en radióloga. Della Penna no tenía coche, aunque, sin que ella lo supiera, sus padres tenían planes de comprarle uno para su decimoctavo cumpleaños.

### Graduación
Della Penna no asistió al baile de graduación de la escuela secundaria tras su graduación en junio de 1972 y, según su cuñada, Della Penna consideraba que el verano siguiente a su graduación era uno que quería aprovechar al máximo, ya que sería «el último verano que podría disfrutar antes de tener que trabajar el resto de su vida». Su cuñada también afirmaría que, aproximadamente en enero de 1972, Della Penna había entablado cierta amistad con varios adolescentes de Kensington que sabía que ocasionalmente experimentaban con drogas, y que en la primavera de 1972 Della Penna viajaba para socializar con estas personas aproximadamente cuatro veces por semana.
Poco después de su graduación, Della Penna y tres amigas con las que había entablado amistad recientemente decidieron alquilar un bungaló en Forget-Me-Not Road, en Wildwood Crest (Nueva Jersey), con la intención de pasar una temporada allí durante el verano de 1972. La propiedad se encontraba a unos 150 km de la casa de sus padres, y el dinero necesario para alquilarla lo proporcionaron los padres de Della Penna como regalo por haberse graduado con honores en el instituto.
A finales de junio, Della Penna se enteró de que sus padres, su hermano mayor y otros miembros de la familia tenían previsto visitar Disney World. Según su madre, al enterarse de esto, Della Penna le dijo: «No te irás sin mí». Toda la familia comenzó sus vacaciones de diez días el 1 de julio y regresó a casa el 10 de julio.

### 11 de julio de 1972
En la mañana del 11 de julio de 1972, Della Penna ayudó a su madre con varias tareas domésticas; esa tarde, compuso varias canciones en el órgano de la familia antes de ir a una tienda local a comprar cigarrillos. Poco después de regresar a casa, habló por teléfono con varios amigos antes de hacer planes para reunirse esa noche con dos amigas llamadas Carol Nichols y Betty Nicastro.

## Desaparición
Aproximadamente a las 20 horas del 11 de julio, Della Penna, Nichols y Nicastro hicieron autostop desde Tacony hasta Kensington para visitar al prometido de Nichols. Poco después de las once de la noche., Della Penna y Nichols salieron de la casa de su prometido, con la intención de tomar sendos trolebuses para regresar a sus casas. Según Nichols, su amiga se bajó del trolebús de la línea 5 en el que ambas viajaban en la esquina de las avenidas Frankford y Torresdale, donde Della Penna expresó su ligera consternación por haber perdido el trolebús de la línea 56 que la llevaría a casa y le comentó a Nichols que tendría que «esperar veinte minutos» para el siguiente autobús. Nichols permaneció a bordo del trolebús de la línea 5.
Se sabe que Della Penna subió al siguiente trolebús de la línea 56 que llegó a esta parada aproximadamente a las 23:39. El conductor de este trolebús, Joseph Kilcoyne, informaría más tarde a los investigadores de que la joven se bajó de su trolebús en la esquina de Knorr Street, a tres manzanas y aproximadamente a una milla de su casa, entre las 23:50 y las 23:55 horas.
Según un testigo ocular, Della Penna fue atacada por un hombre blanco delgado, de cabello castaño y entre veinte y veinticinco años, después de haber caminado aproximadamente una manzana desde la parada del trolebús. Este testigo observó cómo Della Penna era golpeada y luego arrastrada rápidamente «pataleando y gritando» hasta un Chevrolet marrón modelo 1965 o 1969 aparcado cerca de su propia casa, que se alejó rápidamente del lugar. Las únicas pruebas recuperadas en el lugar del secuestro de Della Penna fueron su chaqueta granate, la llave de la puerta, una pequeña cruz y un crucifijo que le habían regalado sus amigos cuando se graduó en el instituto.

### Investigación inicial
Las circunstancias relacionadas con la desaparición de Della Penna llevaron a la policía a determinar rápidamente que había sido secuestrada, y se asignaron numerosos investigadores al caso. Además del testimonio de los testigos oculares que afirmaban que la habían golpeado y obligado a subir a un Chevrolet en el que había más de una persona, varios residentes locales también informaron a los investigadores de que habían oído los gritos agudos de una mujer joven procedentes de las inmediaciones de Tulip y Rawle Street, lo que corroboraba el relato del testigo ocular sobre su secuestro. En las semanas posteriores al secuestro, se distribuyeron más de 20 000 circulares con la descripción del vehículo utilizado en el secuestro por toda Filadelfia, en un intento por localizarlo e identificar a los secuestradores de Della Penna, aunque esta iniciativa no dio frutos.
Las pistas obtenidas posteriormente ampliaron las investigaciones hasta Nueva York, aunque todas ellas resultaron infructuosas. También se ofreció una importante recompensa por su regreso sano y salvo, sin resultado alguno.
Durante la primera semana de investigaciones, más de 150 personas de Filadelfia y Nueva Jersey, en particular del distrito de Jersey Shore y sus alrededores, fueron interrogadas en relación con la desaparición de Della Penna. Se sabe que varios de ellos no superaron las pruebas del polígrafo, y estas personas solían estar involucradas en el narcotráfico, lo que llevó a los detectives a sospechar de una conspiración de silencio; sin embargo, los investigadores no encontraron pruebas de que Della Penna hubiera consumido o vendido drogas.

## Descubrimiento
El torso mutilado y los brazos cortados de Della Penna fueron descubiertos por un hombre que paseaba a su perro por una zona boscosa cercana a Oakwood Avenue, en Jackson Township (Nueva Jersey), el 22 de julio de 1972; sus piernas fueron encontradas junto a un camino de tierra en el municipio adyacente de Manchester Township, una semana después. Ambos lugares de recuperación del cuerpo estaban cerca de la Ruta 571 y separados por una distancia de unos 30 kilómetros. Su cuerpo fue identificado formalmente el 24 de julio mediante registros de rayos X de su columna vertebral tomados mientras era paciente en el Hospital Nazareth en 1970.
La autopsia no pudo determinar ni la causa de la muerte ni si Della Penna había sido agredida sexualmente, aunque el forense señaló que había sido golpeada brutalmente antes de morir y que el desmembramiento de su cuerpo se había llevado a cabo de forma metódica con un instrumento afilado, en lugar de forma descuidada, lo que indicaba que el desmembramiento se había producido después de la muerte. El grado de precisión con el que se infligieron la mutilación y el destripamiento indicaba que el responsable probablemente poseía un alto grado de conocimientos anatómicos. Además, las yemas de los dedos también le habían sido cortadas de las manos después de la muerte, en un evidente intento de impedir su identificación. A pesar de las numerosas búsquedas en lugares como lagos, bosques y el curso del río Toms, la cabeza de Della Penna nunca ha sido recuperada. Un patólogo forense determinaría que los brazos y el torso de Della Penna habían estado en ese lugar durante un mínimo de ocho días antes del descubrimiento.
Los restos de Dolores Della Penna fueron devueltos a la familia, siendo enterrada en la mañana del 4 de agosto de 1972. Su entierro tuvo lugar tras una misa concelebrada a las 9:30 horas celebrada en la funeraria Galzerano y en la iglesia Our Lady of Consolation, de acuerdo con su fe católica romana. Fue inhumada en el cementerio Resurrection Cemetery, en el condado de Bucks de Pensilvania.

## Investigaciones adicionales
La desaparición y el posterior hallazgo del cuerpo de la joven generaron un interés que rozó lo morboso por parte de la prensa y la opinión pública. Tras el descubrimiento de sus restos, el Departamento de Policía de Filadelfia, la Policía Estatal de Nueva Jersey y el FBI, que fue llamado en previsión de que se tratara de un secuestro, lanzaron una intensa y coordinada persecución para detener al responsable o responsables. Solo en los dos meses siguientes al descubrimiento de su cuerpo, se interrogó a más de un millar de personas, y las investigaciones se extendieron finalmente por todo el país y llegaron incluso a Escocia. Los investigadores acumularon gradualmente más de dieciséis cajas separadas de documentación relacionada con el caso; sin embargo, todas las líneas de investigación fracasaron.
A través de las descripciones de testigos presenciales, los investigadores determinaron que el conductor del Chevrolet era un hombre blanco de entre 20 y 25 años, con un peso aproximado de 72 kg y una altura de 1,75 metros, tenía el cabello castaño hasta la barbilla y complexión delgada.
En lo que habría sido el decimoctavo cumpleaños de Della Penna, el Philadelphia Daily News aumentó la recompensa ofrecida anteriormente de 4 000 a 10 000 dólares por cualquier información que condujera al arresto y la condena de su asesino o asesinos, y el periódico aseguró al público que podían permanecer en el anonimato al proporcionar cualquier información si así lo deseaban. Este llamamiento y la oferta de recompensa generaron varias pistas del público, aunque ninguna de ellas condujo a la detención de sus asesinos. Para asegurar al público que podían reclamar anónimamente la recompensa por cualquier pista presentada y que condujera al arresto y condena de los autores, se instó al público a escribir su propia secuencia de seis dígitos en ambas esquinas inferiores de la página final de la pista anónima, y luego arrancar y conservar la esquina inferior derecha que contenía una entrada del código personal que, después de la condena debían recitar para autenticar su reclamo de la recompensa.
A pesar de los intensos esfuerzos de investigación, el asesinato de Della Penna se convirtió gradualmente en un caso sin resolver, aunque el caso permaneció abierto y fue revisado periódicamente en las décadas siguientes. Varios de los investigadores asignados al caso admitirían más tarde que se sintieron personalmente afectados por la brutalidad del asesinato de Della Penna, el hecho de que ella no hubiera estado involucrada en el uso o venta de narcóticos y el hecho de que su asesinato permaneciera sin resolver.

## Desarrollos posteriores
En junio de 1990, un recluso de 34 años testificó ante un gran jurado convocado para pronunciarse sobre el testimonio relativo a la posible implicación de varios traficantes de drogas locales conocidos en el secuestro y asesinato de Della Penna, afirmando que había sido testigo de los acontecimientos que siguieron a su secuestro y precedieron a su asesinato. El propio recluso tenía 16 años en aquel momento y era un participante menor en operaciones logísticas a pie de calle relacionadas con el tráfico de drogas en Filadelfia en el momento en que afirmó haber entregado un paquete de drogas en un garaje de Kensington, donde testificó haber presenciado a Della Penna, con «lágrimas y sangre» corriendo por su rostro, atada a un viejo asiento de coche con las manos atadas a la espalda.
Según el testimonio del recluso, Della Penna había sido acusada falsamente por dos de sus tres compañeras de piso de Wildwood Crest de robar un alijo de drogas por valor de 200 dólares (el equivalente a unos 1 510 dólares en 2025) y que el motivo de su asesinato había sido la venganza. Había presenciado brevemente cómo cuatro agresores la rodeaban después de que ella hubiera recibido una paliza evidente, y uno de los agresores también gritó «¡Zorra! ¡Vas a pagar por esto!» antes de golpearla en la parte superior del brazo con un machete, tras lo cual el testigo abandonó el lugar. Además, esta persona destacó que los participantes en el asesinato se enteraron más tarde de que Della Penna no había robado realmente las drogas. Declaró que no había informado con anterioridad a la policía de lo que sabía sobre la tortura y el asesinato de Della Penna por temor a su propia seguridad, cambiando dichas circunstancias tras su entrada en prisión.
Los investigadores examinarían minuciosamente las afirmaciones de este recluso durante dos años antes de aceptar su relato como verídico; más tarde entrevistarían a otras personas que también confesaron haber presenciado el asesinato de Della Penna o haber conversado posteriormente con personas que habían confesado su participación. Una de estas personas era un antiguo oficial nacional del Club de motociclistas Paganos, que confesó haber prestado el vehículo utilizado en el secuestro de Della Penna a un compañero de la banda de moteros antes del suceso, y que solo descubrió el verdadero propósito del préstamo del vehículo después de su muerte. Esta persona también insistió en que Della Penna era inocente de cualquier robo de drogas. Varios de estos relatos posteriores coincidían y corroboraban la confesión original del recluso a las autoridades.

### Identificación de los sospechosos
En 1994, los investigadores habían reunido suficiente información para determinar tanto la identidad de los asesinos como los acontecimientos precisos que tuvieron lugar antes, durante y después del secuestro y asesinato de Della Penna; sin embargo, aunque habían reunido abundantes pruebas circunstanciales y testimonios corroborativos, carecían de pruebas reales suficientes para imputar a los cinco sospechosos conocidos que aún estaban vivos, y la fiscal del distrito Lynne Abraham declaró que, en su opinión, era poco probable que se pudiera llevar a cabo un juicio con éxito basándose principalmente en los testimonios de los reclusos. Esta información fue confirmada por el inspector de homicidios Jerrold Kane en una rueda de prensa celebrada el 11 de julio de 1996.

## Acontecimientos y circunstancias veraces

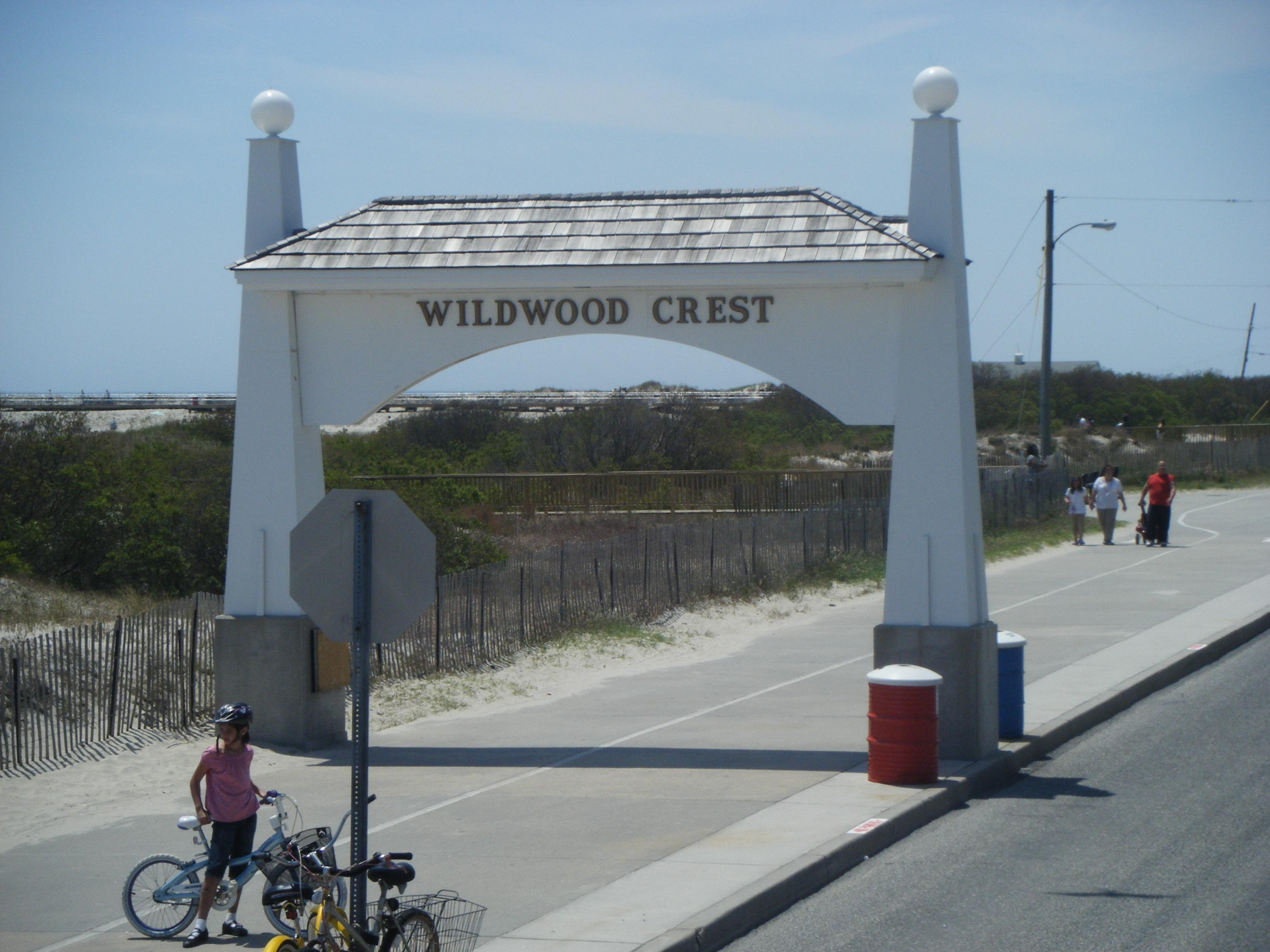
Cartel de Wildwood Crest, borough de Nueva Jersey. Della Penna fue acusada falsamente de robo de drogas por sus compañeras de piso poco después de que las cuatro chicas se mudaran a un bungaló en este municipio en junio de 1972.

Tres meses antes del anuncio de Kane en julio de 1996, ante la insistencia de los padres de Della Penna, dos detectives de homicidios visitaron su domicilio para transmitirles toda la información relativa al secuestro y asesinato de su hija sin omitir ningún detalle.

### Robo de drogas por parte de las compañeras de piso y búsqueda de un chivo expiatorio
Con la posible ayuda de sus novios y/u otros conocidos, al menos dos de las tres compañeras de piso de Della Penna en Wildwood Crest habían robado efectivamente un alijo de drogas a un traficante local a principios o mediados de junio de 1972. Poco después, el traficante y sus conocidos se enfrentaron a las chicas y a sus novios por el robo, exigiendo el pago y amenazando con violencia. Todos negaron cualquier implicación e intentaron apaciguar a los traficantes con promesas de localizar las drogas desaparecidas o pagar la deuda pendiente. Della Penna no estaba presente ni en el momento del robo ni en las confrontaciones iniciales, aunque debía de ser consciente del aumento de la tensión en el bungaló y de los motivos.
Al enterarse de los planes de su familia de visitar Walt Disney World en Florida una semana más tarde, Della Penna decidió unirse a su familia para las vacaciones, aunque cuando regresó el 10 de julio, sus compañeras de piso y sus novios habían culpado falsamente a ella del robo. Los traficantes de drogas creyeron la versión de las compañeras de piso y decidieron vengarse, con la intención inicial de secuestrarla para pedir un rescate con el que saldar la deuda resultante del robo, con el aparente propósito de liberarla una vez pagado.

### Venganza mal dirigida
Al menos nueve personas participaron en el secuestro y el asesinato. El secuestro tuvo lugar cerca de la casa de Della Penna, poco antes de medianoche, con dos de los autores de pie junto al vehículo de secuestro con el capó levantado para engañar a Della Penna y hacerle creer que estaban reparando el vehículo cuando se acercó. A continuación, la agarraron y la golpearon antes de meterla rápidamente en el coche, donde la amordazaron, golpearon y amenazaron. Luego la llevaron a un garaje de Jasper Street, en Kensington, «para darle una lección». Della Penna fue atada a un viejo asiento de coche y se le informó del motivo de su secuestro, y sus secuestradores también la amenazaron con matarla si no accedía a mantener relaciones sexuales con ellos.
El calvario de Della Penna duró varias horas, durante las cuales las palizas y otros tipos de abusos la dejaron inconsciente al menos en una ocasión. A pesar de la prolongada tortura física y mental que sufrió, Della Penna protestó repetidamente por su inocencia en relación con el robo de las drogas, mientras lloraba sin cesar y suplicaba por su vida. Fue asesinada en algún momento del 12 de julio, y su cuerpo fue decapitado dentro del garaje por uno de sus agresores.

### Eliminación del cadáver

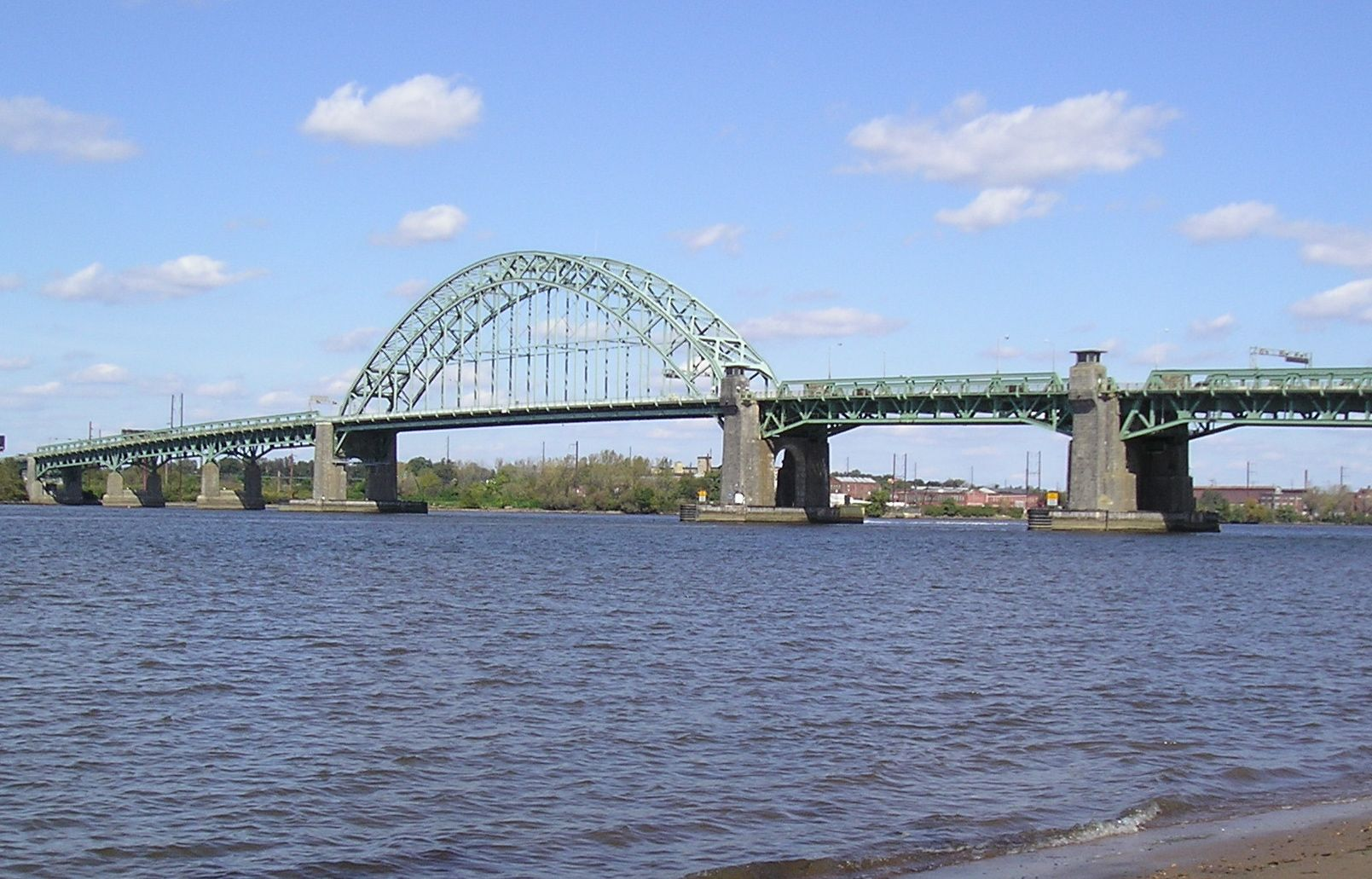
Imagen del puente Tacony-Palmyra, desde el que se presume los asesinos se deshicieron del cuerpo.

Tras su muerte, los asesinos de Della Penna llevaron su cuerpo decapitado desde el garaje hasta un lugar situado debajo del puente Tacony-Palmyra, donde mutilaron aún más su torso y le cortaron los brazos y las piernas antes de deshacerse de las partes del cuerpo entre los municipios de Jackson y Manchester. Más tarde, envolvieron su cabeza en una funda de plástico para asientos de coche, la ataron con un cable de encendido y la arrojaron, según declaraciones, a un lago cercano al centro comercial Franklin Mills Mall.

## Hechos posteriores
En 1973, la logia Eugene Alessandroni de la Orden Hijos de Italia en América estableció una beca anual de 500 dólares en memoria de Dolores Della Penna. Este premio se otorga a una estudiante destacada de la escuela secundaria católica para niñas St. Hubert, donde Della Penna se había graduado con honores un mes antes de su asesinato. Los padres de Della Penna estuvieron presentes en la primera ceremonia de entrega de premios.
Los padres de Della Penna se mudaron de Tacony a otro barrio de Filadelfia: Holmesburg, en 1976. En su nueva casa, recrearon la habitación de su hija para que quedara casi exactamente igual que en la fecha de su secuestro y asesinato. También establecieron el ritual de asistir a misa cada aniversario del asesinato de su hija y el día de su cumpleaños antes de visitar su tumba, y mantuvieron esta solemne práctica hasta sus respectivas muertes en 2004 y 2015.